# Wilhelm Beumer

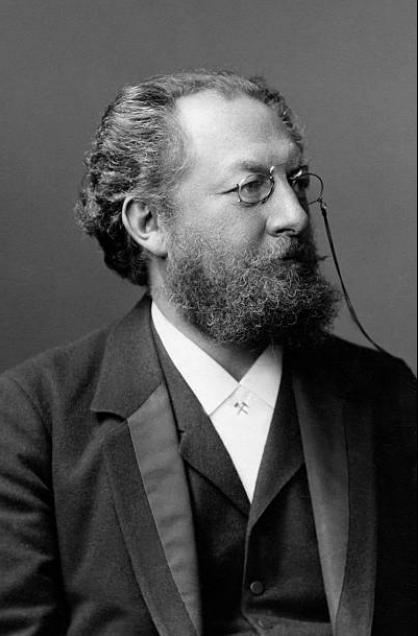
Wilhelm Beumer. Fotografie von Julius Cornelius Schaarwächter

Wilhelm Beumer (* 3. August 1848 in Obrighoven-Lauerhaas; † 29. Dezember 1926 in Hamburg) war einer der einflussreichsten Sachwalter der Schwerindustrie im Deutschen Reich.

## Leben
Wilhelm Beumers Vater Jakob Philipp Beumer war ein Volksschullehrer und volkstümlicher Autor. Die Mutter war Anna Sibylla geb. Kühnen. Beumer besuchte die Volksschule und das Gymnasium in Wesel. Anschließend studierte er Evangelische Theologie, Sprachen und Volkswirtschaft. 1871 wurde er von der Universität Jena zum Dr. phil. promoviert. Nach dem Abschluss war Beumer zwei Jahre Lehrer am Realgymnasium in Wesel, dann fünfzehn Jahre am Städtischen Gymnasium Witten.

### Verbandsvertreter
Im Herbst 1887 übernahm Beumer den Posten des Generalsekretärs des Vereins zur Wahrung der gemeinsamen Interessen in Rheinland und Westfalen. Verbunden damit war dieselbe Stellung bei der Nordwestlichen Gruppe des Vereins deutscher Eisen- und Stahlindustrieller. Dort war Gustav Jung ein enger Freund. Beide Stellungen behielt es bis in die Mitte der 1920er Jahre. Noch in der Weimarer Republik war Beumer neben Axel Bueck und Alexander Tille der einflussreichste Verbandsgeschäftsführer der Schwerindustrie. Zusammen mit Bueck und anderen Industrievertretern reiste Beumer nach dem großen Bergarbeiterstreik von 1889 nach England um die dortigen Arbeiterverhältnisse zu studieren. Auch die Organisation der Trade Unions wurde untersucht. Letztlich ging es aber darum, Argumente gegen die aufkommende Gewerkschaftsbewegung in Deutschland zu sammeln. Im Jahr 1904 war Beumer maßgeblich an der Schaffung zentraler Arbeitgeberorganisationen beteiligt. Als stellvertretender Geschäftsführer spielte er auch im Centralverband Deutscher Industrieller eine wichtige Rolle.
Beumer war unter anderem verantwortlich für die Mitteilungen des Langnam-Vereins. Außerdem leitete er den volkswirtschaftlichen Teil der Zeitschrift für das deutsche Eisenhüttenwesen Stahl und Eisen. Darüber hinaus veröffentlichte er mehrere politische und wirtschaftliche Schriften. Er war Vorstandsmitglied zahlreicher wirtschaftlicher und technischer Vereine und Gesellschaften. Auch Bildungsvereinen gehörte Beumer an.

### Politik
Er war Anhänger der Schutzzollpolitik Otto von Bismarcks, den er auch nach der Entlassung mehrfach besuchte. Er unterstützte das Bündnis von Industrie und Großlandwirtschaft. Als Mitglied der Nationalliberalen Partei saß er von 1893 bis 1918 im Preußischen Abgeordnetenhaus. Im Abgeordnetenhaus vertrat er 1893–1898 den Wahlkreis 4 (Hagen–Schwelm), danach den Wahlkreis 5 (Essen–Mülheim an der Ruhr–Duisburg–Ruhrort). Im Reichstag (Deutsches Kaiserreich) saß er von 1901 bis 1907. Nach der Ernennung Theodor Möllers zum preußischen Handelsminister fand am 25. Juli 1901 im Wahlkreis Duisburg-Mühlheim-Ruhrort eine Ersatzwahl statt, in der sich Beumer gegen den Kandidaten der Zentrumspartei Friedrich Rintelen und den Kandidaten der Polen Leon von Czarlinski durchsetzen konnte. Er war Mitglied im Alldeutschen Verband.

### Werk
- Die Bildungsvereine als Erziehungsstätten zur Selbsthülfe. Vortrag, gehalten am 6. Oktober 1901 auf dem XXXIII. Verbandstage Rheinisch-Westfälischer Bildungsvereine ... Digitalisierte Ausgabe der Universitäts- und Landesbibliothek Düsseldorf